# Liu Qing (Prinz)
Liu Qing (chinesisch 劉慶 / 刘庆, Pinyin Liú Qìng), formell Prinz Xiao von Qinghe (清河孝王) oder Kaiser Xiaode (孝德皇; * 78; † 106), war ein Kronprinz der Han-Dynastie. Sein Vater war Kaiser Zhang, seine Mutter die Konkubine Song. Im Jahr 82 wurde er auf Betreiben der Kaiserin Dou abgesetzt und zum Prinzen von Qinghe degradiert. Sein Sohn Liu Hu bestieg im Jahr 106 den Thron als Kaiser An.

## Kindheit
Liu Qings Mutter Song stand in der Gunst ihres Gemahls, des Kaisers, und der Kaiserinmutter Ma. Da Kaiserin Dou keinen Sohn hatte, wurde Liu Qing im Jahr 79 zum Kronprinzen ernannt. Die Kaiserin war damit unzufrieden und adoptierte im nächsten Jahr den neugeborenen Prinzen Liu Zhao, der ein Sohn der Konkubine Jia war. Um ihn an Liu Qings Stelle zum Kronprinzen zu machen, spann sie Intrigen.
Als Frau Jia im Jahr 82 erkrankte und um rohen Teufelszwirn als Arznei bat, klagte die Kaiserin sie fälschlich der Hexerei an. Kaiser Zhang war empört und verbannte Liu Qing aus dem Palast. Seine Mutter und ihre Schwester ließ er von dem Eunuchen Cai Lun verhören. Sie vergifteten sich im Gefängnis. Kronprinz Qing wurde abgesetzt und zum Prinzen von Qinghe degradiert. Sein Bruder Liu Zhao wurde der neue Kronprinz. Dennoch scheint dieses Komplott der Beziehung der Brüder nicht geschadet zu haben, denn sie verkehrten weiterhin freundschaftlich miteinander.
Nach Kaiser Zhangs Tod im Jahre 88 folgte ihm Liu Zhao als Kaiser He auf den Thron. Er gestattete es Liu Qing, in der Hauptstadt Luoyang zu bleiben.

## Ratgeber für den Kaiser
Zu Beginn von Kaiser Hes Regierung beherrschte die Dou-Sippe die politische Szene, besonders Kaiserinmutter Dou und ihr Bruder Dou Xian. Mit der Zeit entschloss sich der Kaiser, ihrer Korruption ein Ende zu bereiten. Ermutigt von Liu Qing und dem Eunuchen Zheng Zhong stürzte er 92 in einem Staatsstreich die Dou-Sippe. Liu Qings Beteiligung an dem Umsturz ist nicht klar, aber seine Absetzung und der Tod seiner Mutter könnten Motive gewesen sein.
Nach dem Tod der Kaiserinmutter Dou im Jahre 97 erfuhr Kaiser He, dass die Konkubine Jia seine leibliche Mutter war. Prinz Qing nutzte diesen günstigen Augenblick und bat um die Erlaubnis, seine leibliche Mutter Song erneut bestatten zu dürfen. Der Kaiser gab der Bitte seines Bruders statt und befahl zudem, ihn mit den nötigen Mitteln für eine Begräbniszeremonie auszustatten. Prinz Qing blieb für den Rest der Regierungszeit seines Bruders am Hof in Luoyang und diente als Ratgeber.

## Nach Kaiser Hes Tod
Als Kaiser He im Jahre 106 starb, war Liu Qing so bestürzt, dass er Blut spuckte und ernsthaft erkrankte. Seine Genesung kam zwar zustande, aber seine Gesundheit war von dem Anfall nachhaltig beeinträchtigt. Zudem war er gezwungen, in sein Fürstentum in Qinghe (im mittleren heutigen Hebei) zurückzukehren, was ihn sicherlich zusätzlich belastete. Kaiser Hes Witwe, die Kaiserinmutter Deng Sui, sorgte sich um den jungen Nachfolger des Kaisers, Shang. Er war noch kein ganzes Jahr alt; deshalb befahl die Kaiserinmutter Liu Qings Gemahlin Geng und seinem Sohn Liu Hu, dessen Mutter Zuo Xiao'e (左小娥) hieß, in der Hauptstadt zu bleiben und eventuell als Nachfolger bereitzustehen. Kaiser Shang starb im selben Jahr, und die Kaiserinmutter ernannte nicht seinen älteren Bruder Liu Sheng (劉勝) zum Nachfolger, sondern Liu Hu, der als Kaiser An den Thron bestieg. Die Kaiserinmutter schickte Frau Geng zu ihrem Gemahl nach Qinghe und führte selbst die Regierung. So scheint es, dass Liu Qing keinen Einfluss auf die frühe Regierung seines Sohnes nehmen konnte.
Liu Qing starb ebenfalls 106 und wurde auf eigenen Wunsch neben seiner Mutter Song bestattet. Nach dem Tod der Kaiserinmutter Deng im Jahre 121 ernannte Kaiser An seinen Vater postum zum Kaiser Xiaode.
| Personendaten    | Personendaten                        |
| ---------------- | ------------------------------------ |
| NAME             | Liu Qing                             |
| ALTERNATIVNAMEN  | Prinz Xiao von Qinghe; Kaiser Xiaode |
| KURZBESCHREIBUNG | Prinz der Han-Dynastie               |
| GEBURTSDATUM     | 78                                   |
| GEBURTSORT       | Luoyang, China                       |
| STERBEDATUM      | 106                                  |
| STERBEORT        | Qinghe, China                        |